# 鬼丸テレビ
『鬼丸テレビ』（おにまるテレビ）は、テレビ埼玉（テレ玉）で放送されていたミニ番組・バラエティ番組である。ナビホームの一社提供。

## 概要
埼玉県在住の落語家・三遊亭鬼丸と芸人のトーク企画や悩み相談コーナーを展開する自身初の冠番組。
2020年6月放送分より、新型コロナウイルスの感染拡大を防止するため、リモート収録に変更された。
2021年10月4日放送分より、放送時間が5分拡大された。
2023年3月27日をもって番組終了。

## 主なコーナー
鬼部屋
鬼丸がゲスト芸人らとトークする。
鬼丸の迅速相談室
ゲスト芸人からの悩みを鬼丸が1分という決められた時間内で解決の糸口となるアドバイスをする。
鬼丸珍道中
鬼丸が埼玉県内を赴くままに街ブラし、商店街のお店や居酒屋に突撃訪問する。

## 出演者

### MC
- 三遊亭鬼丸

### ゲスト
- 4月 - 5月：ポンループ・サツキ・上木恋愛研究所
- 6月 - 7月：ママタルト・アモーン・ドドん

## 放送日変更
- 2020年5月4日
  - 新型コロナウイルスの感染拡大に備える改正・新型インフルエンザ等対策特別措置法に基づく緊急事態宣言を5月31日まで延長するとした安倍晋三内閣総理大臣と対象地域の埼玉県の大野元裕知事の記者会見について放送するため『ニュース930』が21:30 - 22:00まで拡大放送。これに伴い、当番組は5月5日に変更して放送[5]。

## スタッフ
- CAM/門田博喜
- 音効/斎藤資典
- 編集・MA/メディア・リース
- AD/津田奈々美
- AP/星絵理
- 中里晃平
- タイトルデザイン/日テレアート
- リリース/櫻田裕香
- 演出・ディレクター/石黒裕也
- 企画・プロデューサー/越智俊貴・根來将男
- エグゼクティブプロデューサー/髙橋英彦・鈴木大・梅原琢志
- 制作協力/ジェイキャスト
- 制作著作/テレビ埼玉（テレ玉）